# Topo (Calheta)
Topo (ook bekend onder de naam Nossa Senhora do Rosário) is een plaats (freguesia) in de Portugese gemeente Calheta en telt 533 inwoners (2001). De plaats ligt op het eiland São Jorge, onderdeel van de Azoren.

## Afbeeldingen

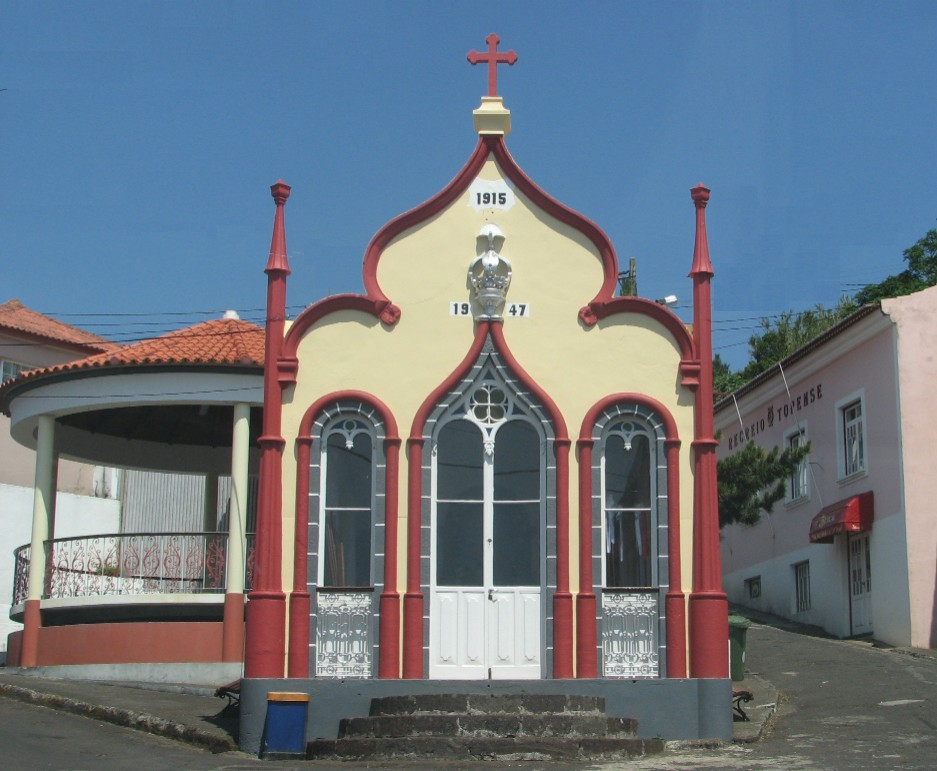
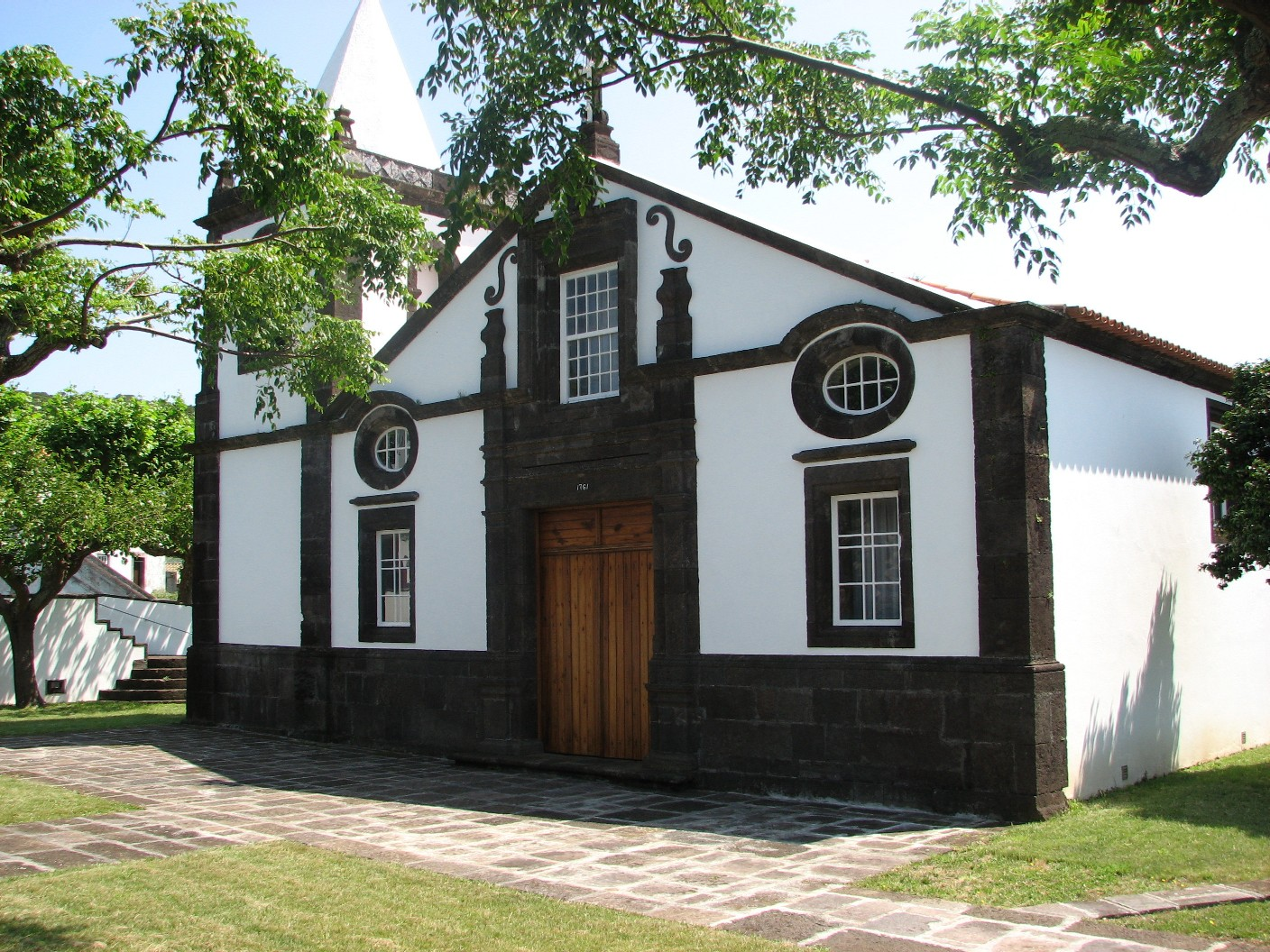